# Leone Bolaffio
Leone Bolaffio (Padova, 1848 – Bologna, 1940) è stato un giurista italiano.
Docente all'Università Luigi Bocconi di Milano e collaboratore di Ercole Vidari, fu fondatore (1876) e direttore della Temi veneta.